# Circeis gurjanovae
Circeis gurjanovae är en ringmaskart som beskrevs av Rzhavsky 1992. Circeis gurjanovae ingår i släktet Circeis och familjen Serpulidae. Inga underarter finns listade i Catalogue of Life.